# 普斯托哈河
普斯托哈河（烏克蘭語：Пустоха），是烏克蘭的河流，位於該國北部，流經日托米爾州，屬於惠瓦河的左支流，河道全長33公里，流域面積256平方公里，河漫灘寬300米。